# Lennart Marioneck

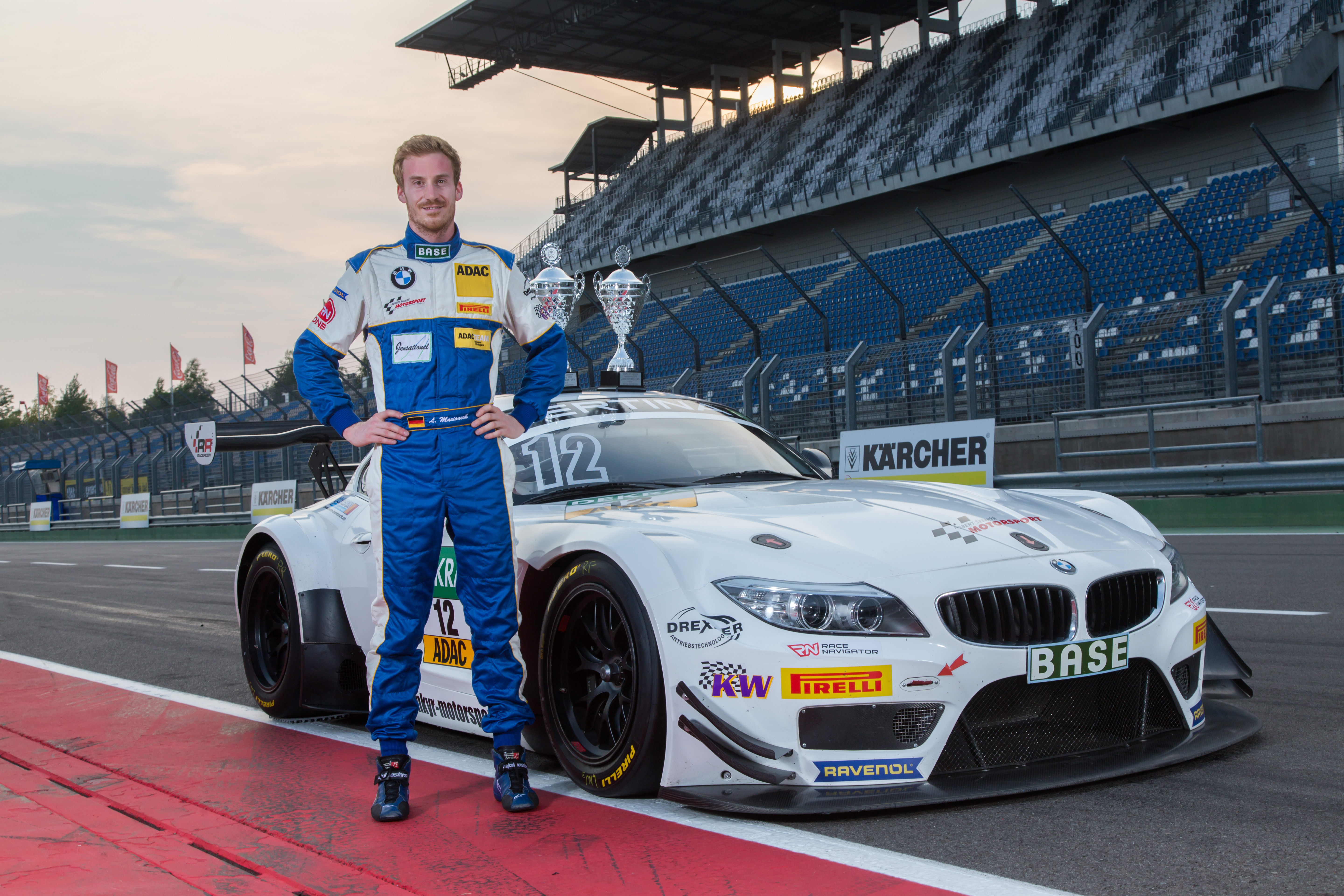
Lennart Marioneck 2015 am Lausitzring

Lennart Marioneck (* 27. November 1988 in Bamberg) ist ein deutscher Fahrzeugingenieur und Automobilrennfahrer.

## Leben
Nach seinem Abitur begann Marioneck das Studium der Automobiltechnik. Er schloss dieses 2017 an der Hochschule für Angewandte Wissenschaften Hamburg (HAW) mit seinem Master in Fahrzeugtechnik ab. Inzwischen arbeitet er als Projektingenieur bei einem Unternehmen in München im Bereich Test und Absicherung für Querdynamikfunktionen. Seine Rennfahrerkarriere begann eher zufällig, als seine Mutter ihren Sohn 2006 zu einem vermeintlichen Fahrsicherheitstraining anmeldete. In Wahrheit handelte es sich um einen Sichtungslehrgang für zukünftige Rennfahrer, welcher in Oschersleben stattfand.

## Karriere als Rennfahrer
Bereits kurze Zeit nach diesem Rennfahrer-Sichtungslehrgang erhielt Marioneck einen Fahrerplatz im Nachwuchsförderkader des ADAC Hessen-Thüringen (HTH) für den ADAC Logan Cup 2007. 2008 wurde er bereits Vizemeisterschaft und 2009 konnte er sich mit zwei Laufsiegen und insgesamt sieben weiteren Podiumsplatzierungen in zehn Rennen die Meisterschaft in dieser Klasse sichern. Für die Saison 2010 wechselte er in den ADAC Cruze Cup. Mit einem Laufsieg und mehreren Podestplätzen landete er schlussendlich auf dem 5. Rang der Meisterschaft. Im nächsten Jahr wurde er mit fünf Siegen Meister des ADAC Cruze Cups.
Zum Ende der Saison 2011 lud die ADAC Stiftung Sport Lennart Marioneck zu ihrer Tourenwagen-Rennfahrersichtung ein. Aufgrund seiner guten Leistungen konnte er sich anschließend einen Startplatz in der ADAC Procar 2012 sichern. Zusammen mit seinem Team Engstler Motorsport wurde er nach vier Laufsiegen und drei weiteren Podiumsplatzierungen Vizemeister in dieser Procar-Serie.
Seit 2013 fährt Marioneck in der ADAC-GT-Masters-Rennserie mit. Nach zwei Jahren mit dem Rennteam Callaway Competition auf einer Corvette C6 Z06-R GT3, fuhr er 2015 einen BMW Z4 GT3 für das tschechische Rennteam Senkyr Motorsport. 2016 wurde er mit seinem Rennteam im Rahmen der Serie Reiter Young Stars-Cup der Vizechampion der GT4 European Series 2016-Rennserie mit nur vier Punkten Rückstand auf den Meister aus Finnland Marko Helistekangas.
2017 nimmt er sporadisch an der Rennserie Competition102 GT4 European Series im Rahmen der Reiter Young Stars-Serie (RYS) teil. Dort fährt er einen 360 PS starken KTM X-Bow-GTR von Reiter Engineering. Obwohl Marioneck kein Stammfahrer ist, konnte er zusammen mit seinem Rennteam das erste Rennen des GT4 European Series Northern Cup am 4. April 2017 gewinnen. Auf dem österreichischen Grand-Prix-Kurs in Spielberg am 11. Juni 2017 stand er für sein Rennteam RYS Team Kiska zweimal auf dem Podest (einmal Sieg und einmal ein zweiter Platz). Mit diesen Punkten sicherte sich Marioneck die zweite Stelle der Tabellenführung. Im Rahmen der DTM gastierte die GT4 European Series am 21. August 2017 auf der niederländischen Rennstrecke Circuit Park Zandvoort. Der fränkische Gaststarter Lennart Marioneck konnte wiederum für sein Rennteam RYS Team Kiska einen Podiumserfolg (Gesamtplatz drei) sowie einen Sieg in der Reiter-Young-Stars Cup-Wertung am Sonntag (Gesamtplatz sechs) feiern. Obwohl Marioneck auf dem Slovakiaring nicht startete, liegt er aktuell nach den Rennfahrern Ricardo van der Ende und Max Koebolt mit je 185 Punkten auf dem zweiten Tabellenplatz (93 Punkte) vor dem drittplatzierten Matt Nicoll-Jones sowie William Moore mit je 71 Punkten. Die nächsten beiden und damit auch das letzte Rennen finden am 16. und 17. September auf dem Nürburgring statt.
2017 wurde er erneut Vizechampion des Reiter Young Star Cups. In der Gesamtwertung der GT4 European Series ist Marioneck 2017 Dritter geworden. Als "Preis" für seine Erfolge erhält Lennart Marioneck ein Cockpit in der Blancpain GT Series für die Saison 2018.